# Caronia
Caronia – miejscowość i gmina we Włoszech, w regionie Sycylia, w prowincji Mesyna.
Według danych na rok 2004 gminę zamieszkiwało 3555 osób, 15,7 os./km².